# لاري موريارتي
لاري موريارتي (بالإنجليزية: Larry Moriarty)‏ هو لاعب كرة قدم أمريكية أمريكي، ولد في 24 أبريل 1958 في سانتا باربارا في الولايات المتحدة.